# Adrien Thomassin
Adrien Thomassin, né en 1556 à Vesoul et mort en 1631 à Dole, est un juriste comtois. Il fut président du Parlement de Dole de 1605 à 1631 et conseiller d’État de 1627 à 1631,.

## Biographie
Adrien Thomassin est le fils de Nicolas Thomassin, seigneur de Mercey et de Velleperrot. La famille Thomassin s'établie à Vesoul en 1412.
Au cours de sa carrière, il obtint notamment les missions d'ambassadeurs auprès des cantons suisses et délégué du souverains aux États de Franche-Comté,,.